# ジェフ・ウイルソン

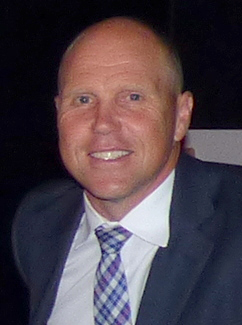
ジェフ・ウイルソン

ジェフ・ウイルソン（Jeffrey William Wilson, MNZM, 1973年10月24日 - ）は、ニュージーランド出身の元ラグビー選手、元クリケット選手。元ラグビーニュージーランド代表、元クリケットニュージーランド代表。ラグビーでのポジションはウィング(WTB)、フルバック(FB)。

## 来歴
インバーカーギル出身。カーギル・ハイスクール卒業。高等学校時代はラグビー、クリケット、バスケットボール（ニュージーランド高等学校タイトル獲得）、陸上競技でも優秀な成績を残している。カーギル・ハイスクール在籍時には、ラグビーの対外試合で1試合9トライ、66得点を記録している。

## ラグビー
NPCサウスランドを経て1993年オタゴに加入（2002年まで）。1996年にスーパー12（現在のスーパー14）ハイランダーズへ加入（2002年まで）。ラグビーニュージーランド代表（オールブラックス）には1993年に初選出され2002年までに60キャップ、44トライ、234得点。同世代のジョナ・ロムー、クリスチャン・カレンらと攻撃的なバックラインを構成した。1995年、1999年のラグビーワールドカップに出場。2000年に一度ラグビー界から引退するも翌年に現役復帰。2002年に正式引退する。現役時代は主に右ウイングのポジションを担当し、フルバックとしての出場経験もある。キックの精度が高くキッカーを任されることも多かった。ライン際での精度の高いチップキック（ボールを前方へ蹴り出し、地面で跳ね上がったボールを再度掴みトライするキック）で多くのトライを記録している。

## クリケット
クリケットでは、クリケットオタゴ代表に選出され1993年にクリケットニュージーランド代表に選出された。ラグビー引退後もクリケットを続け、2005年まで選手生活をおくる。国際試合6試合、103ラン、バッティングアベレージ20.60。クリケットニュージーランド代表としては2005年5月1日開催の対オーストラリア戦（会場：ウェリントン）が最終戦となった。

## その他
ラグビーとクリケットのニュージーランド代表選手に選ばれたことから、“ダブルブラックス”と呼ばれる。叔父に元クリケットニュージーランド代表のジョン・ウイルソンがいる。
元ネットボールニュージーランド代表（シルバーファーンズ）キャプテンのアディン・ハーパー（旧姓）と結婚し、2008年4月に第1子、2009年に第2子が誕生している。
2003年にラグビー界への貢献によりニュージーランド・メリット勲章を授与されている。
現役引退後は、オタゴ・ラグビーフットボール協会ディレクターを務め、インターナショナル・ラグビー・アカデミーコーチを経て2009年シーズンからニュージーランド州代表選手権（現・ITMカップ）に参戦するノースハーバー・アシスタントコーチに就任。